# Tightrope (Dの曲)
「Tightrope」（タイトロープ）は、日本のバンドDのメジャー4枚目のシングル。2009年9月23日発売。発売元はavex。

## 概要
- 初回盤2TYPE、通常盤の計3TYPEを発売。初回盤A TYPEには、「Tightrope」のPVを収録したDVD付。初回盤B TYPEにはオフショットを収録したDVD付。

## 収録曲
1. Tightrope
（作詞・作曲：ASAGI）
2. Bloodyberry
（作詞・作曲：ASAGI）
3. Tightrope（Voiceless）
  - 至高の美の崩壊
（作詞：ASAGI、作曲：Ruiza） B TYPEのみに収録。
  - Lapis lazuli 〜君を思うほど僕は欲しくなる〜
（作詞：ASAGI、作曲：Ruiza） 通常盤のみに収録。